# Styles of Beyond
Styles of Beyond ist eine Underground/Alternative Hip-Hop-Collaboration aus Los Angeles. Die Gruppe wurde 1997 von Ryu (Ryan Maginn) und Tak (Takbir Bashir) gegründet, unterstützt von Flavor Crystals (DJ Cheapshot and Vin Skully). DJ Cheapshot gilt weiterhin als „informelles Mitglied“. Styles of Beyond sind Teil des Fort-Minor-Projekts. Sie stehen zurzeit bei Machine Shop Recordings unter Vertrag. Außerdem sind sie Mitglied der Underground Hip-Hop Crew Demigodz.

## Diskografie

### Alben
- 1998: 2000 Fold
- 1999: 2000 Fold (Re-Release) (Die Titel: "Wild Style" und "Many Styles" wurden entfernt)
- 2002: Terraform (nie veröffentlicht)
- 2003: Megadef
- 2005: Fort Minor - Fort Minor: We Major
- 2005: Fort Minor - The Rising Tied
- 2007: Razor Tag (Mixtape)
- 2012: Reseda Beach

### Terraform
Das Album wurde offiziell nie veröffentlicht, auf Promo-CDs sind ein paar Titel des Albums enthalten:
- Style Tips
- Gigantor (Im Album "Megadef" als Hidden Track mit dem Titel "Superstars")
- Windows
- Subculture (Tony Hawk’s Pro Skater 2 Soundtrack)
- Terraform
- Word Perfect

### Offizielle Mixtapes
- 2004: DJ Cheapshot Presents... Megadudical
- 2005: Fort Minor - We Major
- 2007: Razor Tag

### Singles/Promo-CDs

#### 2000 Fold
- Spies Like Us / Winnetka Exit
- Easy Back It Up / Part 2
- Spies Like Us / Style Warz
- Spies Like Us (Remix) / Winnetka Exit
- Killer Instinct / Survival Tactics

#### Megadef
- Mr. Brown
- Pay Me

#### Terraform
- Subculture / Windows
- Subculture (The projectHUMAN Remixes)

#### Andere Singles
- Nine Thou (Grant Mohrman Superstars Remix) (Track wird bei zahlreichen TV Shows, Filmen, und Videospielen verwendet)
- Styles Of Beyond: Grant Mohrman Remixes

#### Fort Minor: We Major
- Fort Minor: We Major EP
- S.C.O.M. / Dolla / Get It / Spraypaint & Ink Pens (Vinyl)
- Get It / Spraypaint & Ink Pens Promo-CD
- S.C.O.M. / Dolla Promo-CD
- Petrified/Remember The Name (UK: Gold)

#### Gastbeiträge
- 2005: Fort Minor - Fort Minor: We Major
- 2005: Fort Minor - The Rising Tied
- 2006: Demigodz - Demigodzilla
- 2007: Transformers - The Album

#### Andere
- 1999: Divine Styler - Wordpower 2: Directrix - "Microphenia" & "Nova"
- 1999: Various Artists - The Funky Precedent - "Ambiguous Figures"
- 2000: Beitrag zum Computerspiel Tony Hawk’s Pro Skater 2 mit dem Lied Subculture
- 2001: 4-Zone - "Let It Bump" 12"
- 2001: The Crystal Method - Tweekend - "Name of the Game" & "All Hype"
- 2001: DJ Tigerfist - "Stargazin'" 12"
- 2001: Dieselboy - projectHUMAN (The Remixes) 12" - "Subculture (Dieselboy + Kaos Remix)"
- 2001: Various Artists - Awaken - "Terraform"
- 2001: Lexicon - It's The L! - "The Official" & "Years and Years"
- 2002: Awol One - Speakerface - "Keep The Rats Movin'"
- 2002: Sway & Tech - Wake Up Show Freestyle Vol. 5 - "Freestyle 11"
- 2003: Various Artists - Westreez Compilation - "Style Tips"
- 2003: Mountain Bros. - "Microphone Phenomenal (Remix)" (CD Single)
- 2003: Gatorade Commercial -  "Unsung Heroes"
- 2004: UNRELEASED - "Lingerie Bowl 2004 Theme Song"
- 2004: Sandman - "Get To Know Me"
- 2005: Talsicc Feat. Sandman, Ryu & Plan B- "Algae"
- 2005: Celldweller - "Shapeshifter" (iTunes Single)
- 2005: Beitrag zum Soundtrack des Computerspiels Need for Speed: Most Wanted mit den Liedern Nine Thou und Shapeshifter (Shapeshifter wurde mit Celldweller gemacht)
- 2006: Apathy - Eastern Philosophy - "Can't Leave Rap Alone"
- 2006: Celph Titled - The Gatalog: A Collection Of Chaos - "Playin With Fire", "Rock      (Remix)", "S.C.O.M.", "Demigodz Clap", "All Night", & "Cover & Duck"
- 2007: Apathy - The Winter/Can't Leave Rap Alone 12" - "Can't Leave Rap Alone"
- 2007: Various Artists - Sound Chronicles: Volume One - "The Real" & "Off Safety"
- 2007: Beitrag zum Soundtrack der Serie "Prison Break" mit dem Lied Nine Thou
- 2007: Apathy - Hell's Lost & Found: It's The Bootleg, Muthafuckas! Volume 2 - "Live at the BBQ & Bring It Back"
- 2012: Apathy - It's The Bootleg, Muthafuckas! Volume 3: Fire Walk With Me  - "O'doyle Rules", "Dancin' On Ya Grave Remix" & "Wretches Remix"